# راجراتس يذهبون للغابة
راجراتس يذهبون للغابة (بالإنجليزية: Rugrats Go Wild)‏ هو فيلم أمريكي تم اصداره في عام 2003 على مسلسل الرسوم المتحرك راجراتس وعائلة ثورنبيري. عُرض هذا الفيلم في دور السينما في 13 يونيو 2003، ويتم توزيعها من قبل باراماونت.

## الصدور
تلقى الفيلم نسبة تأييد 39% من المراجعات على موقع الطماطم الفاسدة بنائاً على 89 مراجعة نقدية، مع متوسط تقييم 10/5. على ميتاكريتيك حصل الفيلم على متوسط تقييم 100/38 بناءً على 27 مراجعة.

## الميزانية والإيرادات
بلغت تكلفة إنتاج الفيلم حوالي 25 مليون دولار بينما حقق أرباحاً تقدر بـ 55,250,496 دولار.

## وصلات خارجية
- راجراتس يذهبون للغابة على موقع IMDb (الإنجليزية)
- راجراتس يذهبون للغابة على موقع ميتاكريتيك (الإنجليزية)
- راجراتس يذهبون للغابة على موقع روتن توميتوز (الإنجليزية)
- راجراتس يذهبون للغابة على موقع نتفليكس (الإنجليزية)
- راجراتس يذهبون للغابة على موقع قاعدة بيانات الأفلام العربية
- راجراتس يذهبون للغابة على موقع ألو سيني (الفرنسية)
- راجراتس يذهبون للغابة على موقع Turner Classic Movies (الإنجليزية)
- راجراتس يذهبون للغابة على موقع أول موفي (الإنجليزية)
- راجراتس يذهبون للغابة على موقع بوكس أوفيس موجو (الإنجليزية)
- راجراتس يذهبون للغابة على موقع قاعدة بيانات الأفلام السويدية (السويدية)